# 朱城子镇
朱城子镇，是中华人民共和国吉林省长春市德惠市下辖的一个乡镇级行政单位。

## 行政区划
朱城子镇下辖以下地区：
东街社区、西街社区、中街社区、哈拉哈街社区、朱城子村、哈拉哈村、干沟子村、瓦盆村、沿河村、兴隆堡村、驿马村、良种场村、大房村、西兴村、东兴村、丁家村、杨柳村、西头道村、东头道村和福来村。